# Marquesado de Salvatierra de Peralta
El Marquesado de Salvatierra de Peralta es el título nobiliario español, originario de la Corona de Castilla, que el rey Felipe V concedió a Juan Bautista de Luyando y Bermeo Camacho y Jaina el 18 de marzo de 1708, con la denominación original de "Marqués de Salvatierra". Se trata de un título concedido por éxitos militares en la Nueva España.

## Marqueses de Salvatierra de Peralta
|                                  | Titular                                           | Periodo               |
| Creación por Felipe V            | Creación por Felipe V                             | Creación por Felipe V |
| -------------------------------- | ------------------------------------------------- | --------------------- |
| I                                | Juan Bautista de Luyando y Bermeo Camacho y Jaina | 1708-?                |
| II                               | Francisca de Luyando y López de Peralta           | ?-1718                |
| III                              | Ana María Urrutia de Vergara y Luyando            | ?-1739                |
| IV                               | Juan Lorenzo Altamirano de Velasco                | 1739-1793             |
| V                                | María Isabel Altamirano de Velasco y Ovando       | 1793-1802             |
| VI                               | Miguel Jerónimo de Cervantes y Velasco            | 1802-1864             |
| VII                              | José de Cervantes y Estanillo                     | 1864-1869             |
| VIII                             | María de los Dolores de Cervantes y Cortazar      | 1869-1915             |
| IX                               | Antonio Riba y Cervantes                          | 1915-1931             |
| X                                | Luis Riba y Cervantes                             | 1931-1939             |
| XI                               | Jose Riba y Landa                                 | 1939-1977             |
| XII                              | Antonio Riba y Rincón Gallardo                    | 1977-                 |
| Rehabilitación por Juan Carlos I |                                                   |                       |
| XIII                             | José Ignacio Conde y Cervantes                    | 1993- actual titular  |